# Григорьян, Егише Петросович
Егише Петросович Григорьян (арм. Եղիշե Պետրոսի Գրիգորյան; 1902, с. Магавуз, Джеванширский уезд, Елизаветпольская губерния, Российская империя — ?) — советский хозяйственный, государственный и партийный деятель.

## Биография
Родился в 1902 году в селе Магавуз Джеванширского уезда Елизаветпольской губернии Российской империи (ныне село в составе Агдеринского района Республики Азербайджан). Член ВКП(б) с 1925 года.
- 1927—1937 — в Аздортрансе, на партийных, советских и других ответственных должностях в районах Азербайджанской ССР,
- 1937—1938 секретарь Степанакертского районного комитета КП(б) Азербайджана,
- 1938—1941 главный редактор газеты «Коммунист»,
- 1941—1942 секретарь Бакинского городского комитета КП(б) Азербайджана по лёгкой промышленности,
- 1942—1946 1-й секретарь Областного комитета КП(б) Азербайджана Нагорно-Карабахской автономной области,
- 1946—1950 заместитель заведующего Отделом строительства и производства строительных материалов, Отделом партийных, профсоюзных и комсомольских органов,
- 1950—1952 зав. планово-финансово-торговым отделом ЦК КП(б) Азербайджана,
- 1952—1958 1-й секретарь Областного комитета КП Азербайджана Нагорно-Карабахской автономной области.

Избирался депутатом Верховного Совета СССР 2-го и 4-го созывов.
Награждён орденом «Знак Почёта» (27.04.1940) — «в ознаменование 20-й годовщины освобождения Азербайджана от ига капитализма и установления там советской власти, за успехи в развитии нефтяной промышленности, за достижения в области подъёма сельского хозяйства и образцовое выполнение строительства Самур-Дивичинского канала».